# Dryopteris shibipedis
Dryopteris shibipedis är en träjonväxtart som beskrevs av Kurata. Dryopteris shibipedis ingår i släktet Dryopteris och familjen Dryopteridaceae. Inga underarter finns listade.